# Meñli I Giray
Meñli I Giray o Mengli Giray (1445-1515) fou un dels més importants kans de Crimea. Va governar tres vegades, el 1467, del 1469 al 1475 i de 1478 a 1515.

## Biografia
A la mort d'Haci I Giray el 1466 va esclatar rivalitats entre els fills i Nur Devlet, el fill gran, va aconseguir el poder però fou enderrocat per Mengli o Meñli el 1467 que només es va mantenir uns mesos i Nur Devlet va recuperar el control. En una nova ofensiva Meñli I Giray va tornar a prendre el poder el gener del 1469 i aquesta vegada el va conservar més temps. Va comunicar a Polònia el seu accés al tron i va proposar conservar l'aliança.
La ciutat genovesa de Kafa, a Gazària estava governada per un cònsol anual enviat cada any per la república, i per dos consellers elegits per la municipalitat; el seu districte estava governat per quatre jutges subjectes a un prefecte nomenat pel Khan. A la mort del prefecte Mamai, la vídua va subornar a un tal Petrokos per aconseguir el nomenament del seu fill Seidak per cobrir la vacant; però el kan el va rebutjar al candidat i va nomenar Eminek; la vídua va subornar al cònsol genovès amb 2000 ducats i a un dels jutges amb 1000 ducats i els va fer acusar Eminek de conspiració per entregar Kafa al sultà otomà. El kan va deposar Eminek però altre cop va refusar a Seidak i va nomenar Kara Mirza, protegit del seu germà Haydar Giray; més suborns de la vídua i un cert Squarciafico, un notable i ric de Kafa, va informar a Meñli Girai que estava a la mercè dels genovesos i que si no nomenava a Seidak amenaçaven d'alliberar als seus germans grans que tenien més drets que ell al tron; llavors fou nomenat Seidak (1474). Eminek, que era el cap dels Shirin, es va queixar al sultà, mentre Haydar i Kara Mirza es revoltaven i expulsaven a Seidak restablint a Eminek, i van bloquejar Kafa. Dues naus genoveses que anaven a alliberar la ciutat foren capturades pels tàtars. Mentre Haydar, contra les ordes del kan, va fer un atac a Polònia i Podòlia; els historiadors polonesos no obstant diuen que el kan hi era al darrere perquè Casimir de Polònia donava suport a Nur Devlet i és possible que fos així, ja que el gran príncep de Moscou, enemic de Polònia, li va proposar una aliança que fou ràpidament acceptada pel kan (amb la mediació d'un jueu ric de Kafa de nom Kokos) i es va signar poc després; Rússia combatria a l'Horda d'Or i Crimea a Polònia 
El 1475 Meñli va haver de fugir cap a Mengub o Menkup o a Kefe (Kafa), davant Nur Devlet i un altre germà (Haydar Giray) i de la noblesa. Fou retingut presoner pels genovesos a Kafa. Dos altres pretendents van intentar assolir la corona però Nur Devlet es va imposar. En aquesta situació Eminek, el beg de Shirin, va oferir reconèixer al sultà otomà Mehmet II com a sobirà i el va cridar a Crimea per resoldre la situació interna i davant l'amenaça de l'Horda d'Or. El seu visir Kučuk Ahmed Paixà, amb una flota, es va dirigir a la península amb 10.000 azapes (?) i deu mil geníssers, aparentment a Kafa; a la vista de la flota els ciutadans es van encongir. Seidak que havia recuperat el poder al districte, va fugir i les muralles no van poder resistir el bombardeig; un armeni que s'havia erigit en cap de Kafa, es va rendir. Els ciutadans van salvar la vida però els béns els foren confiscats i van haver de pagar 20.000 ducats. Quaranta mil genovesos foren portats a Constantinoble i establert com a colons a alguns districtes despoblats. Els esclaus van passar al sultà i els edificis, especialment esglésies i palaus, foren arrasats. Diversos habitants foren executats entre els quals els armenis tot i que havien traït la ciutat i Squarciafico fou enviat a Constantinoble amb les seves riqueses. La colònia fou annexionada a l'Imperi Otomà. La seva conquesta fou seguida de las de Sudak, Balaklava i Inkerman on igualment els habitants foren morts o deportats. Kherson i Tana, mercats dels venecians, foren saquejats i arrasats. Bospro (en italià Atpromonte) i Kertx, que havien estat atacades repetidament pels circassians, foren ocupades fàcilment i Mankup o Menkup, considerada inexpugnable, fou capturada. Així els otomans van plantar peu a la península de manera ferma. Meñli Giray i alguns parents, fou fet presoner pels turcs no és clar si a Kafa o a Mankup i fou enviat a Istanbul.
El 1476 l'Horda d'Or va expulsar a Nur Devlet del poder i va dominar el kanat dos anys; segurament fou llavors quan Meñli fou alliberat pels turcs i va reconèixer la sobirania otomana i en endavant el kanat fou considerat sota protectorat otomà. Amb l'ajut otomà, Mengli va retornar el 1478 i va recuperar el poder. Fou reconegut pel sultà i el poder de nomenar i destituir sultans passava al sultà si bé els nomenaments estaven limitats als descendents de Genguis Khan (i encara concretat més a la família Giray) i la propietat privada de la família era inviolable. El nom del kan es llegiria a la khutba després del sultà. La bandera tindria cinc puntes (la del sultà en tenia 6)
Mengli aquesta vegada va conservar el tron fins a la seva mort. Una de les seves primeres mesures fou ocupar Solghat on els genovesos conservaven una factoria; els italians foren massacrats i armenis i grecs portats a territori turc. Una font almenys diu que Eminek, el beg dels Shirin, hauria resultat mort a la lluita, però segons altres apareix posteriorment, com aliat a Rússia.
El 1480 i 1482 va lluitar contra Lituània. A la tardor del 1483, a petició de Rússia, va marxar al Dnieper i fins i tot va conquerir Kiev i va fer presoner al seu voivoda, va cremar el monestir de Pechersky, i el seu calce fou enviat com a regal a Ivan III de Moscou.
El 1484 va participar en la victoriosa campanya de Baiazet II a Moldàvia amb la conquesta d'Akkerman, i va ser recompensat amb territoris a al Dnièper i Dnièster. El 1485 va lluitar amb Djanibek i Karai de l'Horda Kazakh i altre cop el 1490-1492 contra Burunduk (fill de Karai). En aquest temps el kan va construir la fortalesa d'Ochakof que era una amenaça per a Polònia, a la zona de Dnieper possiblement al lloc de l'antiga Torchesk. El 1497 els polonesos van envair Moldàvia i va esclatar la guerra que va durar fins al 1500. Abdul Latif Khan ba pujar al tron de Kazan (1496-1502); aquest kan, com l'anterior, Muhammad Amin (1487-1495), era fill de Nur Sultan, l'esposa de Mengli Giray, a qui el tsar de Moscou va assegurar que el kanat es mantindria dins la família.
El 1499 el kan va reprendre la lluita contra els kazakhs de Burunduk fins al 1503. El 1502 Mengli va ocupar Nova Sarai i va sotmetre l'Horda d'Or, exigint a Polònia-Lituània i a Moscòvia el tribut que li pagaven fins aleshores, i el 1503 l'Horda Kazakh se li va sotmetre. Mengli va agafar el títol de khagan (emperador) i reclamava tots els drets de l'antiga Horda d'Or. Durant el seu tercer regnat Mengli havia procurat estar en bones relacions amb Moscòvia, potencial aliat contra l'Horda d'Or, mentre que Moscou tenia interes en l'amistat del kan com aliat contra Polònia-Lituània, però una vegada desapareguda aquesta Horda, va envair Polònia-Lituània reclamant el tribut i va assolar Podòlia, la Rússia Roja, el palatinat de Sandomir, la rodalia de Rzeszof, Yaroslav, Radom i Belz, va creuar el Vistula i va saquejar Opatof i Kunof i només a Pasianof va trobar una petita resistència. El 1506 va fer una incursió cap a Moscou i a Polònia-Lituània. Els atacs a Moscòvia eren no obstant ràtzies de saqueig aparentment fora el control del kan i van anar acompanyades d'acords entre els dos estats i el 1510 l'esposa del kan va visitar Moscou. El 1511 la lluita entre Rússia i Polònia afavoria els saquejos dels tàtars cap als dos països; els tàtars es van aliar a Segimon de Polònia que va oferir a Crimea un subsidi anual de 15.000 ducats a canvi de trencar amb Rússia i assolar les seves fronteres; en conseqüència el maig de 1512 Ahmad i Burnat Giray, fills de Mengli Giray, van entrar a les províncies de Bielev i Odoev i les van saquejar però es van retirar en acostar-se els russos manats per Daniel Stxetnia. Llavors Ahmad es va dirigir a Riazan d'on igualment es va retirar en acostar-se els russos; Burnat pel seu costat va avançar també cap a Riazan i no es va retirar, ocupant algunes fortificacions però finalment fou rebutjat pels moscovites que el van perseguir cap a l'estepa de Tikaya-Sosna. Meñli es va excusar amb els russos de l'atac que va dir que havia estat fet contra les seves ordes, però de fet l'aliança russo-crimeana es va acabar. Rússia va declarar la guerra a Polònia-Lituània i va atacar Smolensk on els atacants foren derrotats i es van haver de retirar a Moscou però van retornar al cap de poc i va devastar la rodalia però es va haver de retirar en arribar l'hivern.
El 1511-1512 va donar suport a Selim I, que era el seu gendre, en la seva lluita pel tron otomà. El 1514 es va signar un tractat d'aliança amb Selim, ja al tron. En aquest temps finalment Ivan III va conquerir Smolensk, després de 110 anys de domini lituà. Poc després els exèrcit rus i lituà es van trobar al riu Orscha; els russos eren 80.000 (contra 35.000 els lituans manats per Constantí Ostroiski) però tot i la superioritat numèrica foren derrotats morint diversos comandants o boiars; però els lituans van fracassar en recuperar Smolensk, i només van reconquerir Dobrovna, Mtislav i Krichev (1514). Amb suport de Crimea, un noble lituà de nom Eustaqui Daskovitx, va aconseguir del rei Segimon la cessió en feu de Kaniev i Cberkask, i va ser el verdader fundador de l'organització dels cosacs del Dnieper o cosacs Zaporoges als que va dotar d'un discipline especial i els va entrenar militarment. Pretenia formar un estat però el kan de Crimea va retirar el suport i no va avançar cap a les ciutats ucraïneses com s'esperava.
Va protegir les arts i fou considerat el fundador de l'estat de Crimea. Fou el fundador de la fortalesa d'Ozü. Va morir el febrer de 1515 i el va succeir el seu fill gran Mehmed I Giray deixant altres fills (Bahadur Giray, Mahmud Giray, Fath Giray, Bektash Giray, Mubarak Giray, Sahib Giray, Saadet Giray, Ahmad Giray i Burnat Giray). Fou enterrat al mausoleu (türbe) de Salaçıq a Bakhčisaray (Bakhtxisarai); a Salaçıq havia construït la madrassa Zıncırlı (1500) i la türbe (modernament dürbe) d'Haci I Giray (1501), i la porta Demir Qapı al palau de Bakhčisaray (1503). Va encunyar moneda a Kafa i Krim.